# Ajos Tomas
Ajos Tomas (gr. Άγιος Θωμάς) – wieś w Republice Cypryjskiej, w dystrykcie Limassol. W 2011 roku liczyła 50 mieszkańców.